# إستيلا ليوبولد
إستيلا ليوبولد (بالإنجليزية: Estella Leopold)‏ هي عالمة نبات أمريكية، ولدت في 1927.